# Жёлтые Воды
Жёлтые Во́ды (укр. Жовті Води; до 22 мая 1957 — Жёлтая Река, укр. Жовта Ріка) — город в Каменском районе Днепропетровской области Украины. До 17 июля 2020 года был городом областного подчинения и составлял Желтоводский городской совет, в который, кроме того, входило село Сухая Балка.

## Географическое положение
Находится на берегу реки Жёлтой, у границы с Кировоградской областью. Выше по течению на расстоянии в 0,5 км расположено село Миролюбовка, ниже по течению на расстоянии в 0,5 км расположено село Марьяновка.
Через город проходит автомобильная дорога Т-0418. Расстояние до областного центра — города Днепра составляет 125 км, до Кропивницкого — 96 км.

## Население
Население по переписи 2001 года составляло 56 452 человека. Украинцы составляли 80,14 % населения города, русские — 16,66 %.
Численность населения города (горсовет) на 1 января 2014 года составила 48 045 человека, в том числе город Жёлтые Воды — 47 284 человека, село Сухая Балка — 761 человек.
На 1 мая 2014 года — 47 880 человек, в том числе город Жёлтые Воды — 47 117 человек, село Сухая Балка — 763 человека.
На 1 ноября 2015 года — 49 406 постоянных жителей и 47 161 человек наличного населения.
На июль 2022 года около 31 тысячи постоянного населения.
Звёздочками обозначены данные переписей населения, без звёздочек — сведения Государственного комитета статистики Украины.
| 1959*  | 1970*  | 1979*  | 1989*  | 2001*  | 2007   | 2008   | 2009   | 2010   | 2011   | 2012   | 2013   | 2014   | 2017   | 2020   |
| ------ | ------ | ------ | ------ | ------ | ------ | ------ | ------ | ------ | ------ | ------ | ------ | ------ | ------ | ------ |
| 32 406 | 40 334 | 51 653 | 61 690 | 53 582 | 49 814 | 49 338 | 48 792 | 48 427 | 48 032 | 47 689 | 47 509 | 47 284 | 46 192 | 43 591 |

### Языковой состав
Родной язык населения по данным переписи 2001 года:
| Язык       | Численность, чел. | Доля     |
| ---------- | ----------------- | -------- |
| Украинский | 43 477            | 76,89 %  |
| Русский    | 11 906            | 21,06 %  |
| Другое     | 1 159             | 2,05 %   |
| Итого      | 56 542            | 100,00 % |

Украинский язык является основным и единственным официальным языком Жёлтых Вод.
Вторжение России на Украину спровоцировало новую волну украинизации в городе, всё больше людей предпочитают говорить на украинском языке.
По данным Государственной службы статистики Украины в 2024/25 учебном году все 304 080 учащихся в учреждениях общего среднего образования в Днепропетровской области обучались в украиноязычных классах.

## История
Долину Жёлтой реки с её притоками, ивами, зарослями тростника в старину называли урочищем Жёлтые Воды. В некоторых местах река омывала выходы железной руды, а ярко-жёлтая краска — продукт окисления, окрашивала воду. Поэтому, запорожские казаки назвали реку Жёлтой, а долину возле неё — Жёлтыми Водами. Эта местность относилась к так называемому Дикому полю.
Переправа на реке Жёлтой называлась Жёлтым Бродом. Здесь стояли казацкие зимовники, укреплённые для защиты от татар.

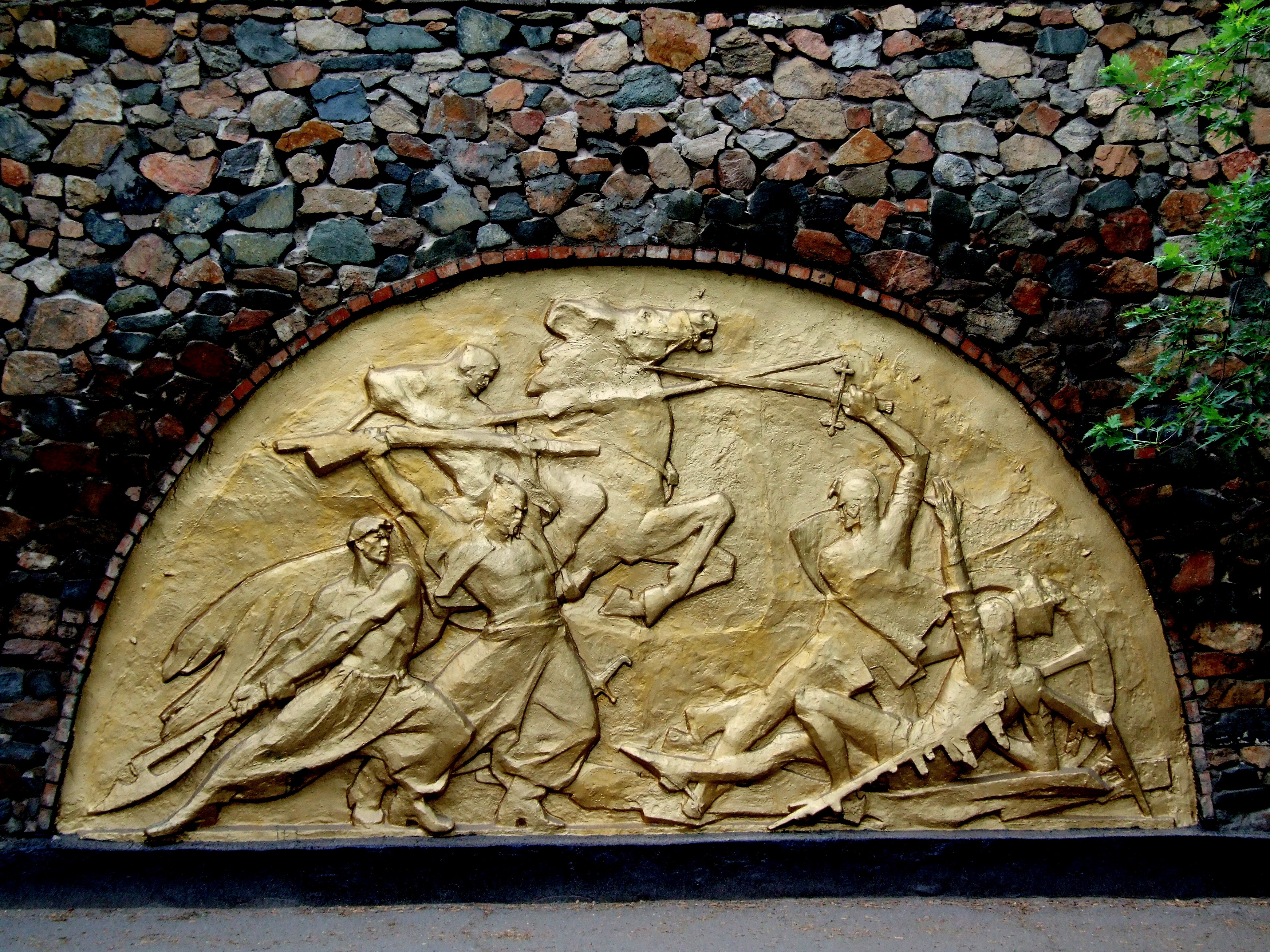
Памятник в честь битвы войск Хмельницкого и Речи Посполитой

В урочище Жёлтые Воды 16 мая 1648 года состоялась битва украинско-татарского войска под руководством Богдана Хмельницкого с войсками Речи Посполитой под руководством Стефана Потоцкого. Эта битва стала началом Украинско-польской войны 1648—1657 годов.

### Посёлок Жёлтая Река
В конце XIX века в бассейне реки Жёлтой были обнаружены богатые залежи железных руд. В 1895 году начинается разработка рудника близ села Весёло-Ивановка. Предприниматель Львов и инженер Боруцкий арендовали у жителей этого села 870 десятин земли. Впоследствии этот рудник стал собственностью горнопромышленного общества «Жёлтая Река». В 1898 году добыча руды началась в Краснокутском карьере, владельцем которого был екатеринославский купец Мина Копылов.
Рядом с этими рудниками возник посёлок Жёлтая Река. На Весёло-Ивановском руднике ежегодно добывали по 3,5 миллиона пудов железной руды, на Краснокутском и Коломойцевском рудниках — по 2,5 миллиона пудов. После завершения строительства Екатерининской железной дороги от посёлка до железнодорожной станции Жёлтые Воды (сейчас — станция Жёлтые Воды I) проложен железнодорожный путь длиной 10 вёрст. К тому времени добытую на рудниках руду гужевым транспортом доставляли на станцию Пичугино вблизи Кривого Рога.
Количество работающих рабочих на рудниках менялось в зависимости от периода роста или кризиса в железорудной промышленности в целом. Так, на руднике «Жёлтая Река» сначала насчитывалось около 200 рабочих, в 1901 году — 60, но уже в 1904 году — около 1000. В 1912 году из-за сокращения спроса на руду количество работающих сократилось до 600, однако в 1913 году вновь возросло и составило более 1000 работающих. В основном здесь работали сезонные рабочие, которые приезжали сюда из окрестных губерний и близлежащих сёл.
Рабочие проживали в земляных бараках, для квалифицированных рабочих и их семей было построено несколько каменных домов. На рудниках был низкий уровень безопасности труда, что приводило к частым травмам рабочих.
Из-за плохих жилищных условий, опасных условий труда в 1904—1907 годах на рудниках «Жёлтая Река» и Копылова произошло несколько забастовок.
В 1905 году открыта рудничная начальная школа, в которой учились дети служащих и некоторых работников завода, а также зажиточных крестьян близлежащих сёл — Жёлтого, Боголюбовки, Весёло-Ивановки.
Во время событий 1918—1920 годов, рудники Жёлтой Реки не работали. В 1920 году в посёлке установлена советская власть. Возобновление работы рудников началось в 1924 году. Карьеры всех бывших рудников были объединены в одно рудоуправление «Жёлтая Река».
Во время процесса индустриализации в СССР на руднике были построены механическая мастерская, паровозное депо, градирня, высоковольтная линия, две электроподстанции, компрессорная установка. В 1934 году введена в эксплуатацию новая шахта «Капитальная», одна из крупнейших на то время в Кривбассе. Добыча руды выросла до 726 тысяч тонн в 1940 году.
В посёлке были построены первые многоэтажные дома, в 1929 и 1932 годах открыты две больницы. Действовало две школы, клуб, библиотека. На начало 1940 годов в посёлке насчитывалось уже 25 улиц, и проживало 6,5 тысяч человек. 28 октября 1938 года Жёлтая Река получила статус посёлка городского типа.
Во время Великой Отечественной войны 13 августа 1941 года Жёлтая Река была оккупирована немецкими войсками, освобождена от оккупации войсками Степного фронта Красной армии 20 октября 1943 года, в ходе битвы за Днепр.
Во время оккупации в посёлке действовала подпольная антифашистская группа, большинство членов которой были казнены гитлеровцами в 1942 году.
В 1950 году на двух небольших рудниках в залежах магнитного железняка были найдены промышленные запасы урановых руд. В 1951 году для добычи уранового сырья в Жёлтой Реке создан Восточный горно-обогатительный комбинат.

### Город Жёлтые Воды

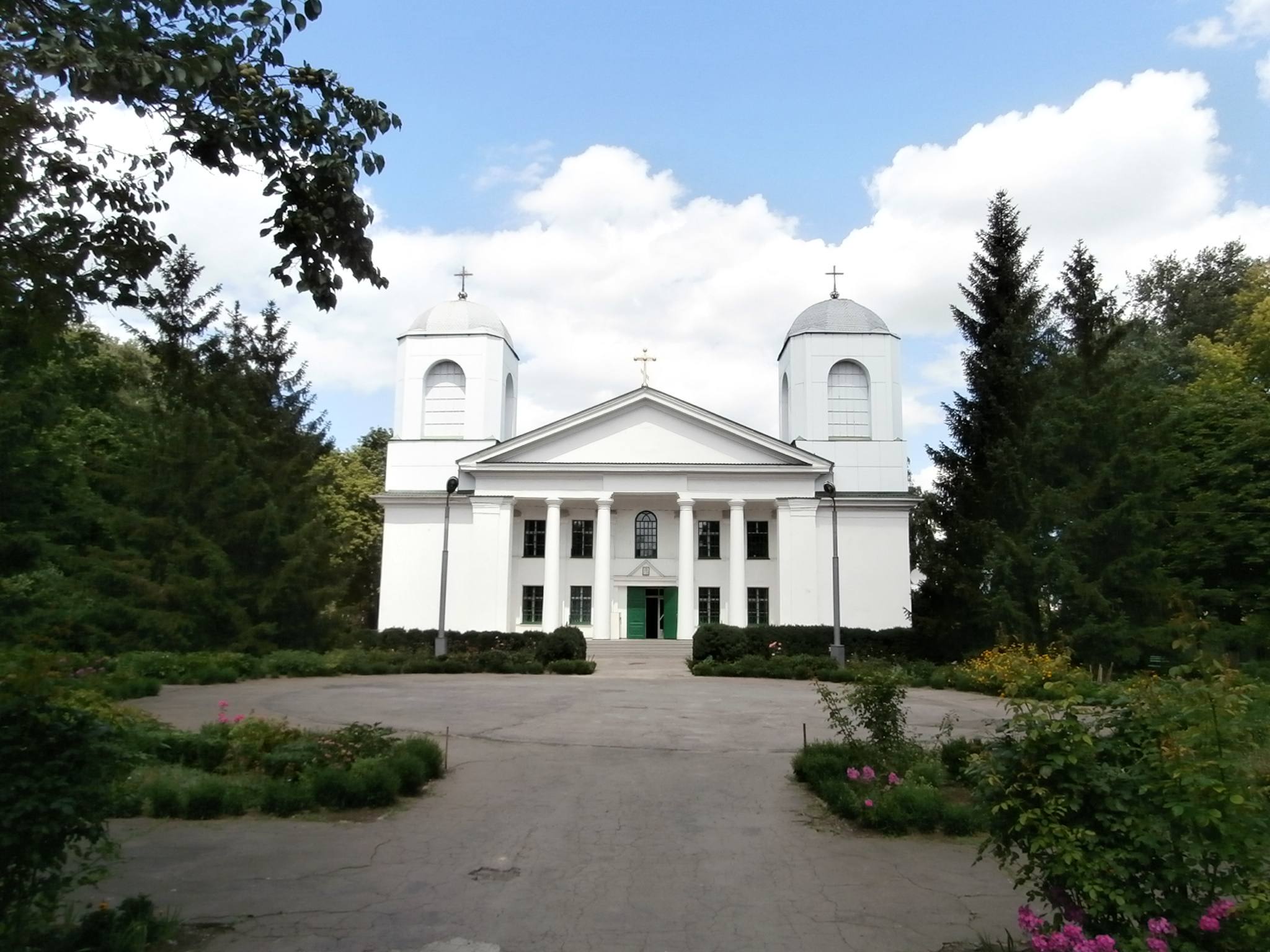
Старая православная церковь

22 мая 1957 года Указом Президиума ВС УССР посёлок городского типа Жёлтая Река был переименован в город Жёлтые Воды с предоставлением статуса города областного подчинения Днепропетровской области.
В 1957 году был построен Дворец культуры по проекту архитектора Александрова.
Развитие промышленности повлекло увеличение численности населения города и развитие других сфер. В 1967 году в Жёлтых Водах проживало 41,8 тысячи человек. Действовало 11 общеобразовательных школ, больница, поликлиника.
В 1978 году население города достигло 55 тысяч человек.
Как сообщалось в 1985 году в американском документальном цикле «Террор» производства телевизионной компании Global Television Network, под городом действовал советский лагерь подготовки террористов (очевидно, имелся в виду один из учебных центров по подготовке военнослужащих стран социалистической ориентации и национально-освободительных движений).

## Экономика

### Промышленность

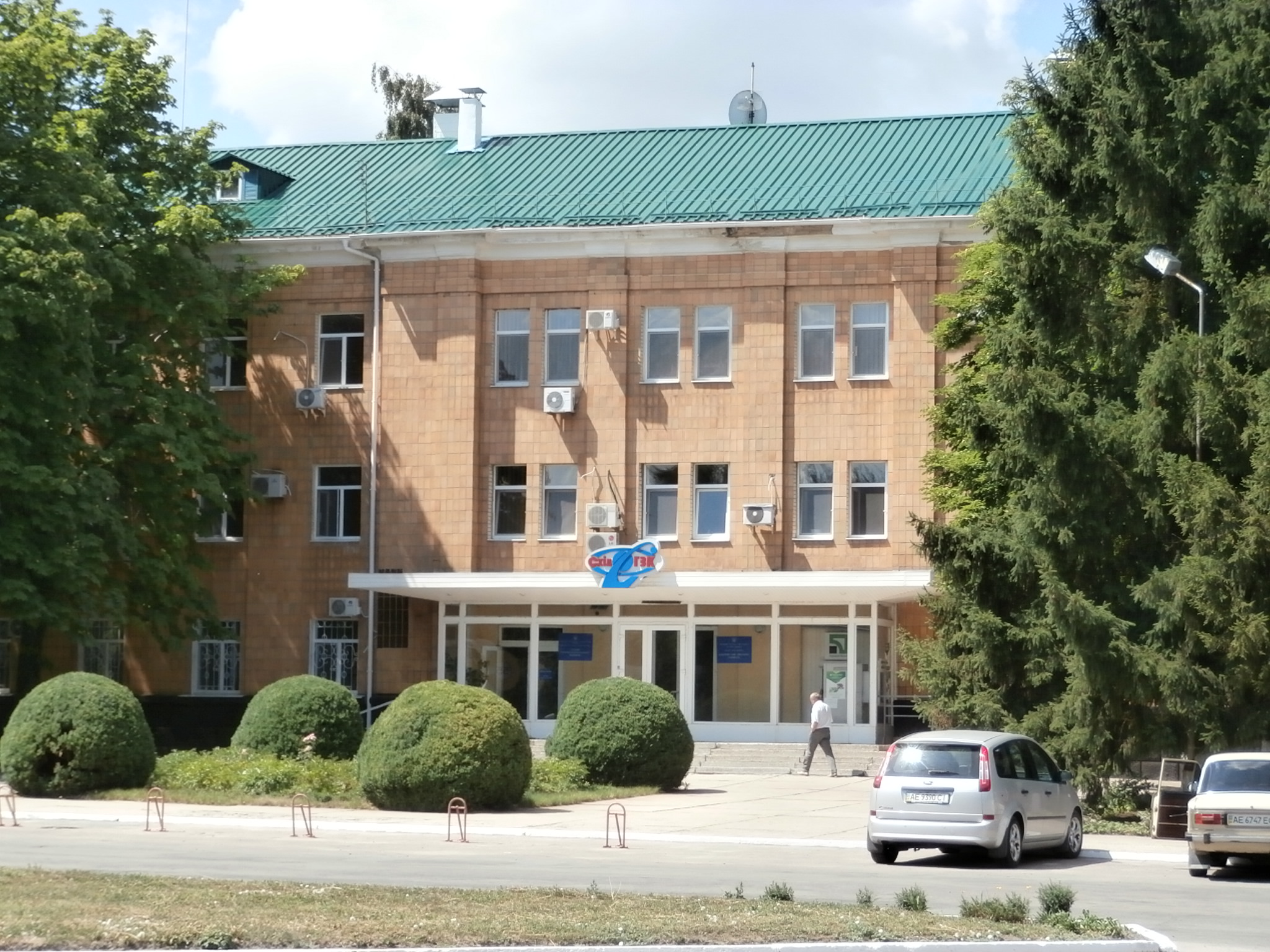
Восточный горно-обогатительный комбинат

- Восточный горно-обогатительный комбинат — градообразующее предприятие и крупнейший производитель природного урана в Европе.
- Южный радиозавод — специализировался на изготовлении радиоэлектронной аппаратуры на базе односторонних многослойных печатных плат для военных нужд СССР. По состоянию на 2016 год завод и все постройки полностью снесены[17].
- Фабрика искусственного меха — производитель искусственного меха и изделий из него.
- Тетра — занимается производством приборов радиационного контроля.
- Желтоводский хлебозавод — производство хлебобулочных изделий.
- Позитрон — специализируется в области разработки, производства приборов и систем радиационного и радио-экологического контроля.
- Восток-Руда — занималось добычей железной руды. По состоянию на 2021 год не функционирует.
- Приборный завод «Электрон» — при СССР производил радиотехнические устройства для военных нужд. По состоянию на 2021 год территория частично заброшена[18].

### Сфера услуг
Для обслуживания населения в Жёлтых Водах действует ряд коммунальных предприятий: «Желтоводсктеплосеть», «Желтоводский водоканал», Производственное жилищно-ремонтно-эксплуатационное объединение.
Открыты отделения нескольких украинских банков, множество мелких частных предприятий торговли и сферы услуг.

## Внутреннее деление
Город Жёлтые Воды имеет прямоугольную планировку. Протяжённость города с севера на юг — 2,4 км, с запада на восток — 3,5 км (с пригородами 7,7 км с севера на юг и 5,3 км с запада на восток).
Фактически город делится на 3 части:

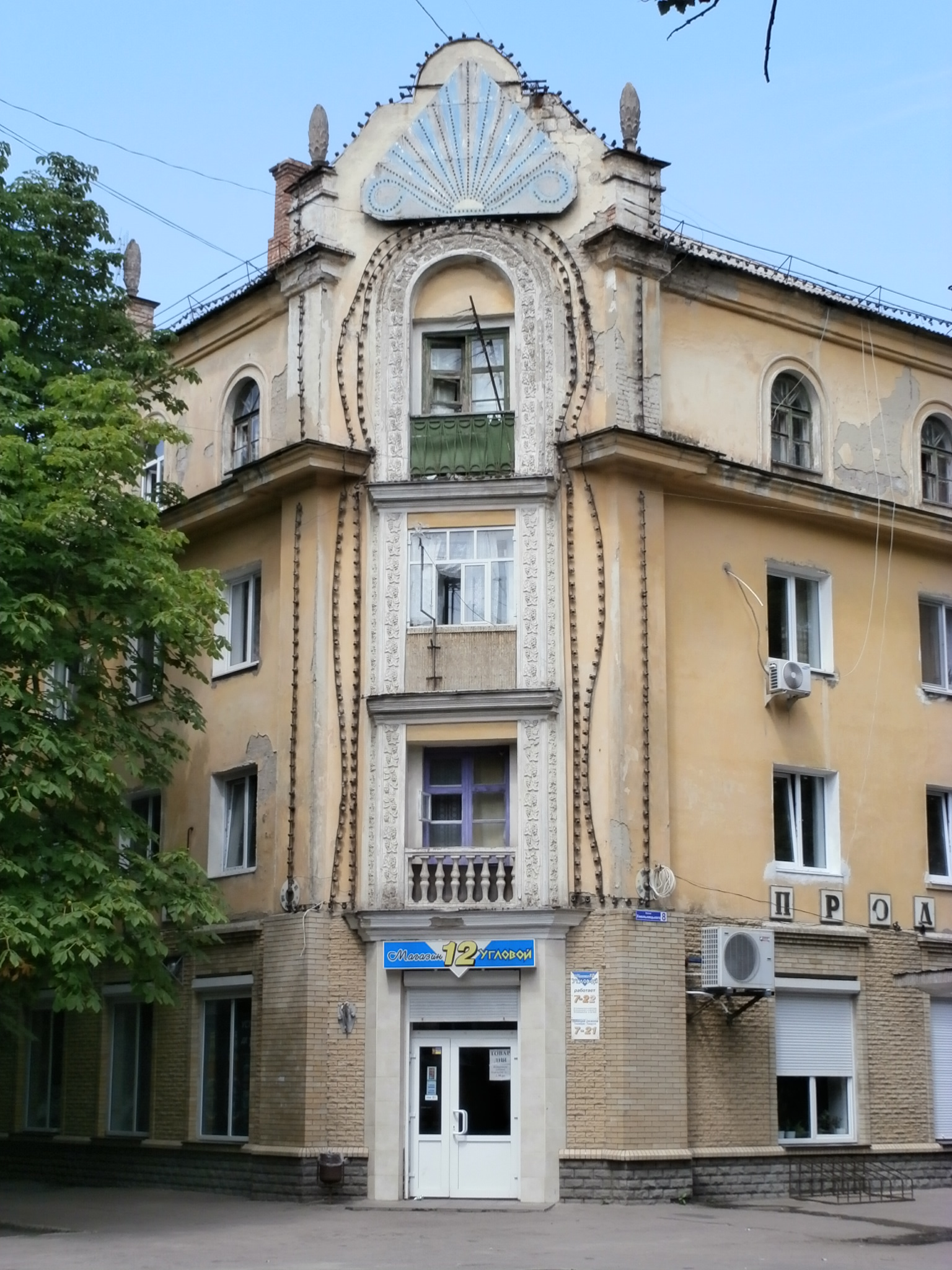
Улица Богдана Хмельницкого, 8

Восточная часть (Старый город) — самая старая часть города. Застроена в 1950—1960-х годах. Здесь расположены: дворец культуры, городской исторический музей, желтоводское педучилище, «Парк Славы», часть «Детского Парка», желтоводская исправительная колония, старые корпуса городской больницы. Считается наиболее депрессивным районом: много заброшенных домохозяйств, отсутствует базовая инфраструктура торговли и сферы услуг. Населена преимущественно пенсионерами.
Средняя часть — застроена в 1970—1980-е годы. Здесь находится условный центр города. В этой части расположены: здание городской администрации, ныне заброшенный институт предпринимательства «Стратегия», желтоводский промышленный техникум, украинский научно-исследовательский и проектно-изыскательский институт промышленной технологии, часть «Детского Парка».
Западная часть — застроена в 1980—2000-е годы. Является типичным спальным районом времён СССР. Наиболее благоприятный район Жёлтых Вод с хорошо развитой инфраструктурой. Здесь расположены: новые корпуса городской больницы, детская поликлиника, родильный дом, автостанция, городской суд, предприятия торговли и сферы услуг, сетевые продуктовые магазины.
Возле города есть такие зоны:
Промышленная зона — примыкает к городу с севера. В этой части расположены цеха ВостГОКа, различные частные предприятия, гаражные массивы и складские комплексы.
Пригородная зона — примыкает к городу с востока и состоит исключительно из частного сектора. Полузаброшена. По территории этой зоны протекает река Жёлтая.

## Транспорт
Общественный транспорт в Жёлтых Водах представлен внутригородскими автобусными маршрутами. Для передвижения по городу местное население использует личные автомобили, мопеды и велосипеды. Большой популярностью пользуется такси. В городе есть пригородная автостанция, откуда можно отправиться в Днепр, Кривой Рог, Пятихатки, и другие близлежащие населённые пункты.
Промышленное железнодорожное сообщение только до станции Жёлтые Воды I, расположенной в селе Мирное. В середине 1990-х годов были предприняты попытки возродить пассажирское железнодорожное сообщение до Пятихаток, но перевозки сочли нерентабельными. Во времена СССР в городе функционировал пригородный железнодорожный вокзал, именуемый местными «Старой Станцией» — ныне территория застроена гаражами.
В 1950-х годах эксплуатировалась грунтовая взлётно-посадочная полоса для приёма воздушных судов малой авиации.

## Образование и наука

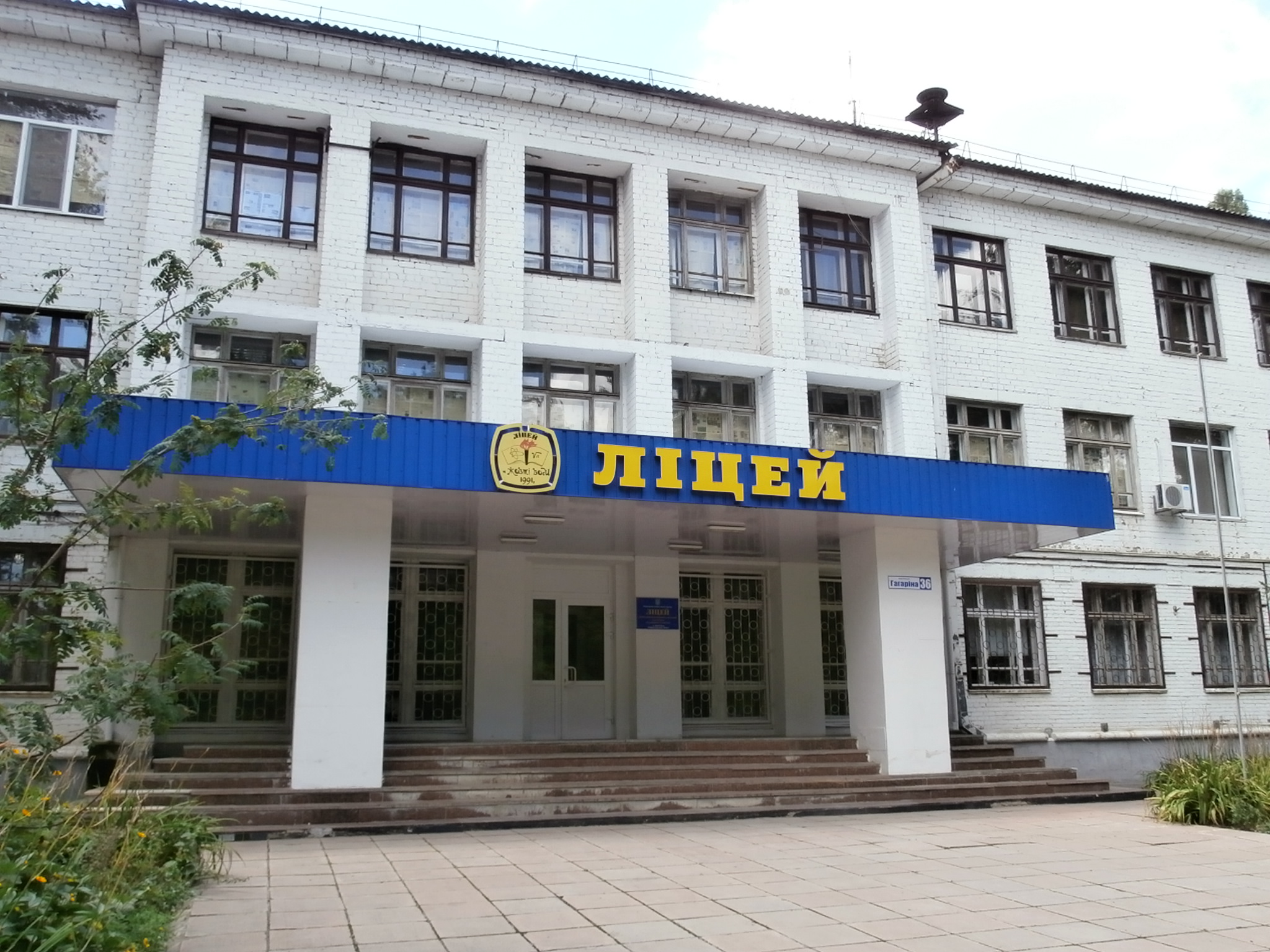
Лицей естественно-научного образования

В Жёлтых Водах находится Государственное предприятие «Украинский научно-исследовательский и проектно-изыскательский институт промышленной технологии». Целью этого заведения является генеральное проектирование и проектное сопровождение объектов ядерно-топливного цикла, научно-исследовательская и конструкторская деятельность в области проблем обращения с радиоактивными отходами атомной энергетики.
Действуют учебные заведения 1-го уровня аккредитации:
- Желтоводское педучилище Криворожского государственного педагогического университета — готовит учителей начальных классов и воспитателей детских садов;
- Желтоводский промышленный техникум Днепровского национального университета;
- Высшее профессиональное техническое училище (ВПТУ) № 70.

В сеть общеобразовательных учебных заведений Жёлтых Вод входят лицей естественно-научного образования, гуманитарная гимназия с углублённым изучением иностранных языков, 7 средних общеобразовательных школ. Имеется центр детского творчества, детско-юношеская спортивная школа и 13 детских садов.

## Культура

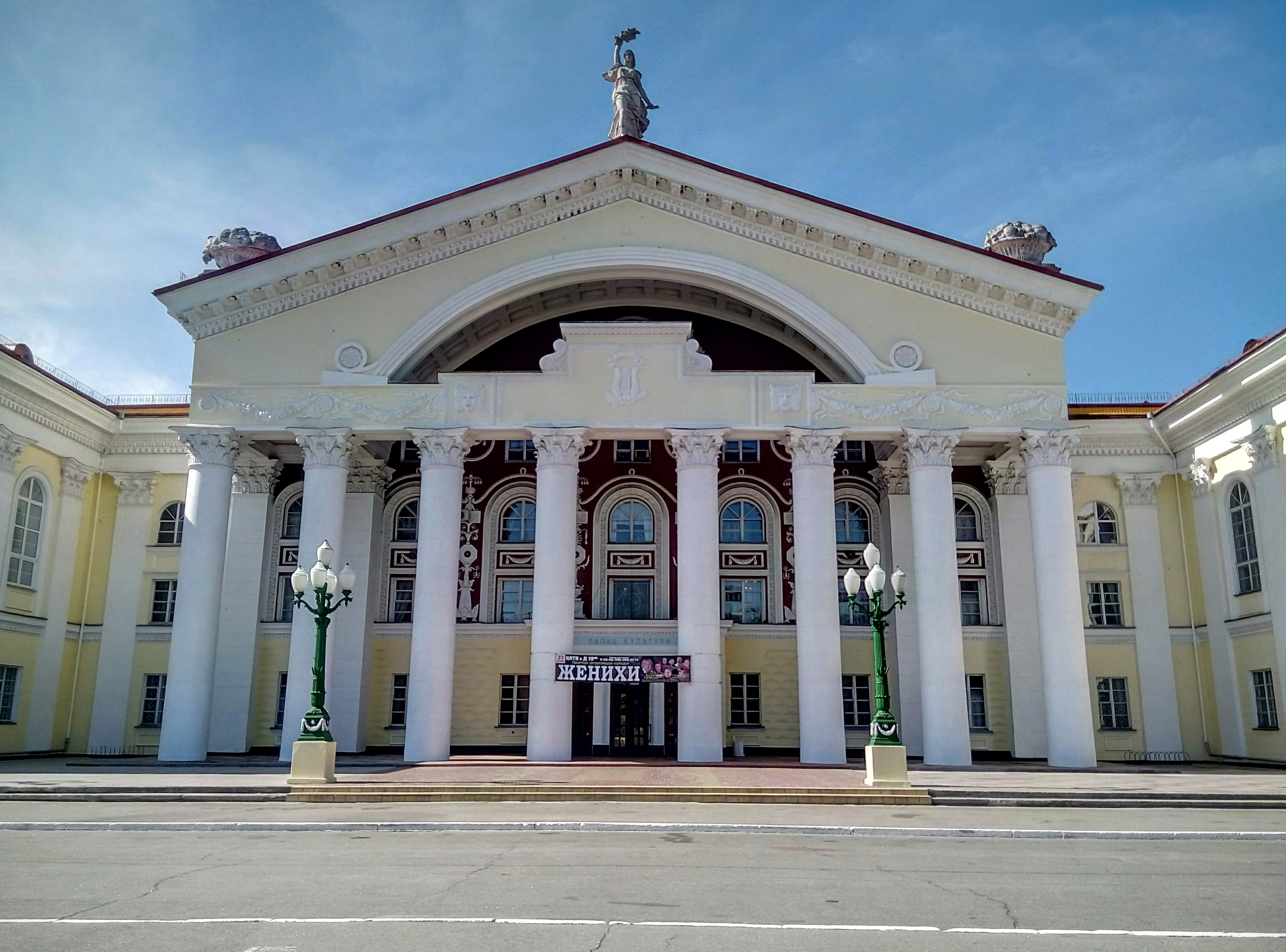
Дворец культуры

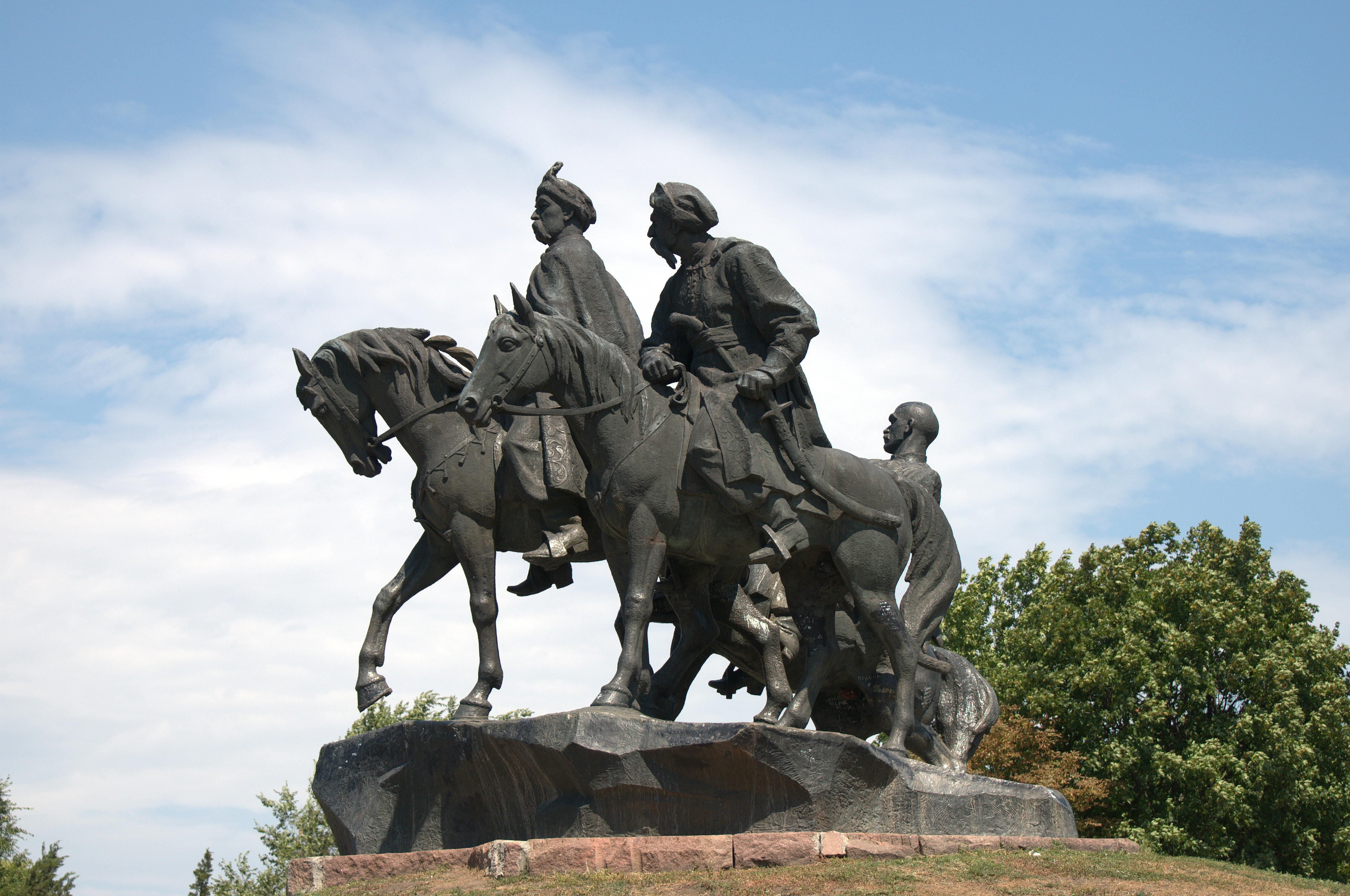
Памятник «Героям освободительной войны украинского народа 1648-1654 годов»

Главное культурное учреждение Жёлтых Вод — Центр народного творчества, культуры и досуга (другое название — Желтоводский дворец культуры; прежнее название — Дворец культуры имени Ленина). Заведение открыто в 1957 году и в нём действует несколько коллективов художественной самодеятельности имеющих звание народных. Здание центра построено по проекту московского архитектора О. М. Александрова. В 1985 году отнесены в перечень архитектурных памятников Днепропетровской области.
Также в Жёлтых Водах есть городской музей имени Ефима Пригожина, дом культуры «Родына», сеть библиотек, музыкальная школа и городской стадион «Авангард».

## Средства массовой информации
- Телекомпания «Жовті Води»[22]
- Газета «Трудовая слава»[23]
- Газета «Жовтоводські вісті» — последний выпуск 28.12.2018. Ликвидировано.
- Интернет-газета «Имеется мнение»[24] — ликвидировано.
- Частная ТРК «Степ» — 01.05.2019 вещание прекращено.
- Частная ТРК «Жовта Річка»
- Социальная интернет-газета «Вісник міста» — ликвидировано в 2017 году.

Цифровое ТВ (мультиплексы) в формате DVB-T2:
- 21 ТВК (0,2 кВт/башня ДФ КРРТ);
- 43 ТВК (0,01 кВт/башня ДФ КРРТ) — планируется;
- 44 ТВК (0,01 кВт/башня ДФ КРРТ);
- 47 ТВК (0,2 кВт/башня ДФ КРРТ);
- 48 ТВК (0,2 кВт/башня ДФ КРРТ);
- 49 ТВК (0,2 кВт/башня ДФ КРРТ).

## Спорт
Город представляют футбольный и мини-футбольный клуб «Авангард».

## Галерея

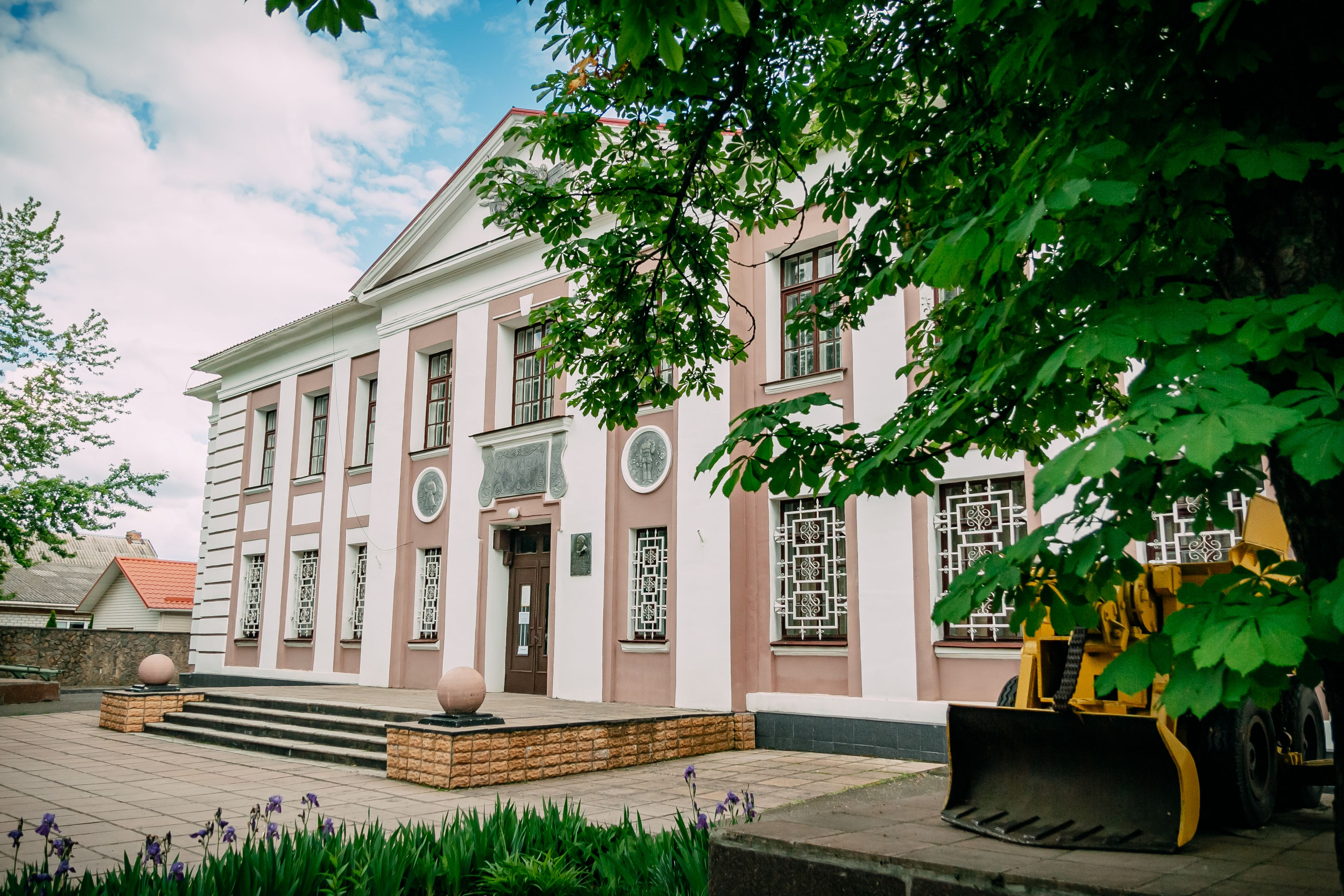
Музей им. Ю. Пригожина
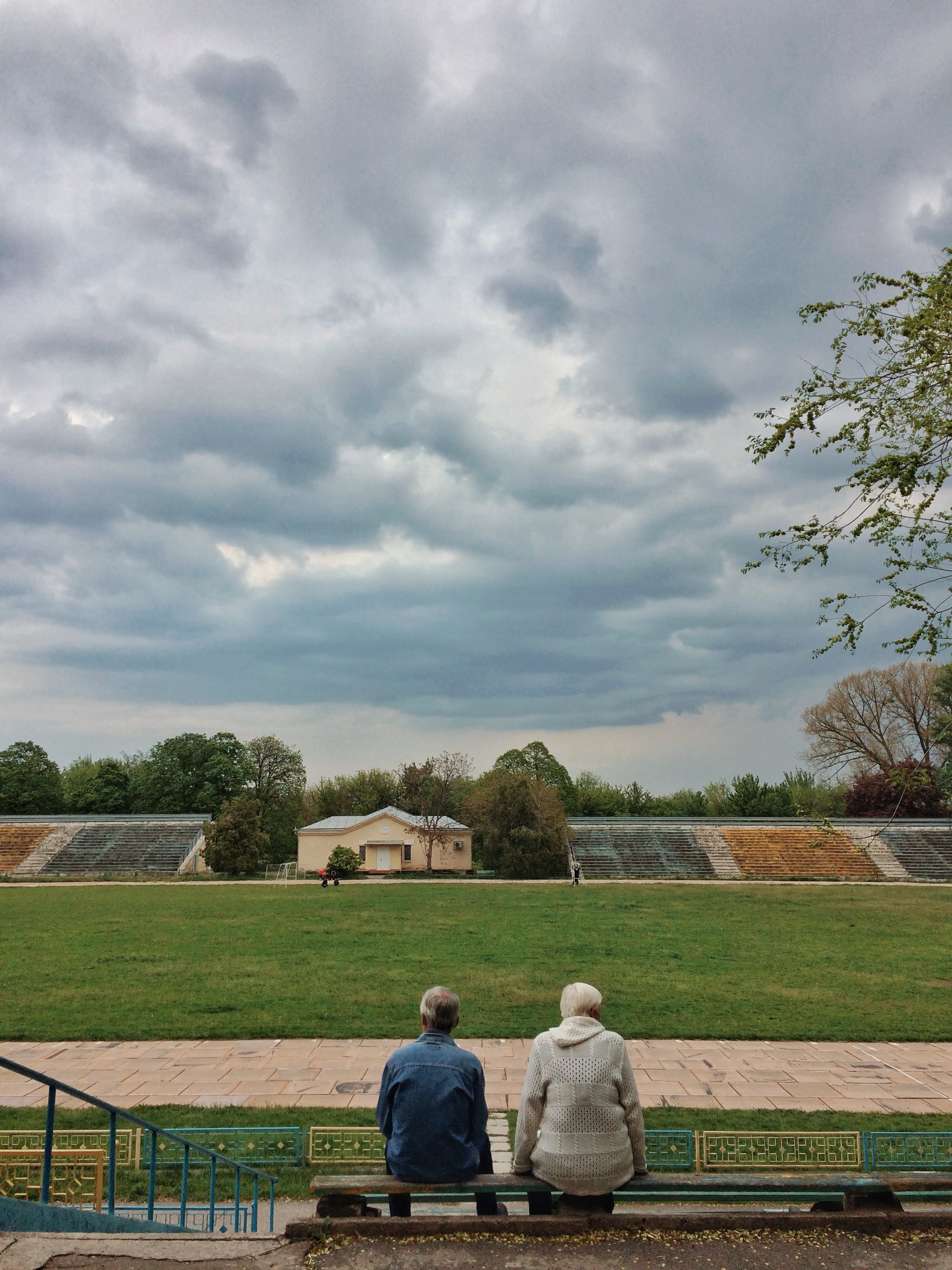
Стадион «Авангард»
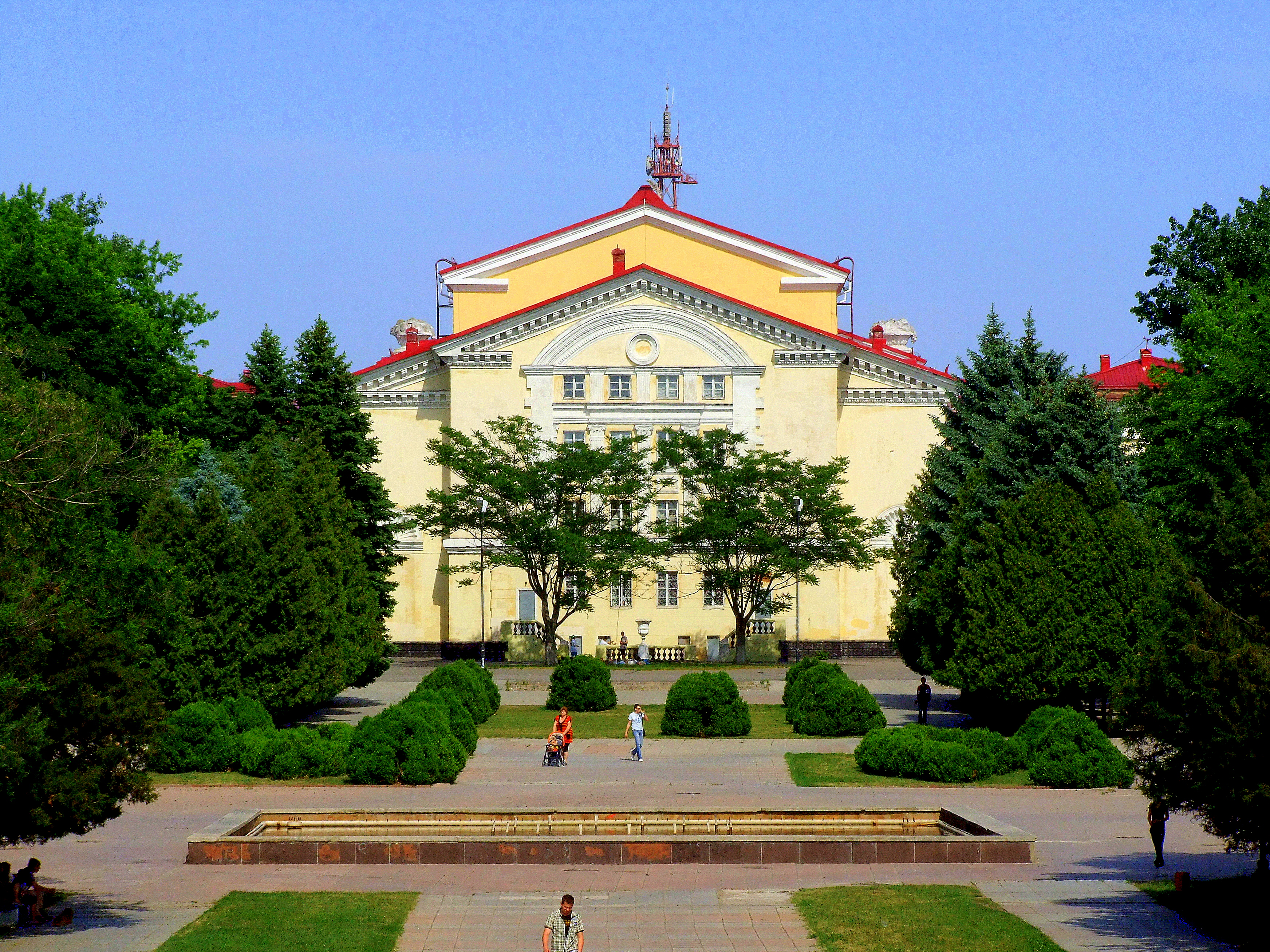
Парк Славы
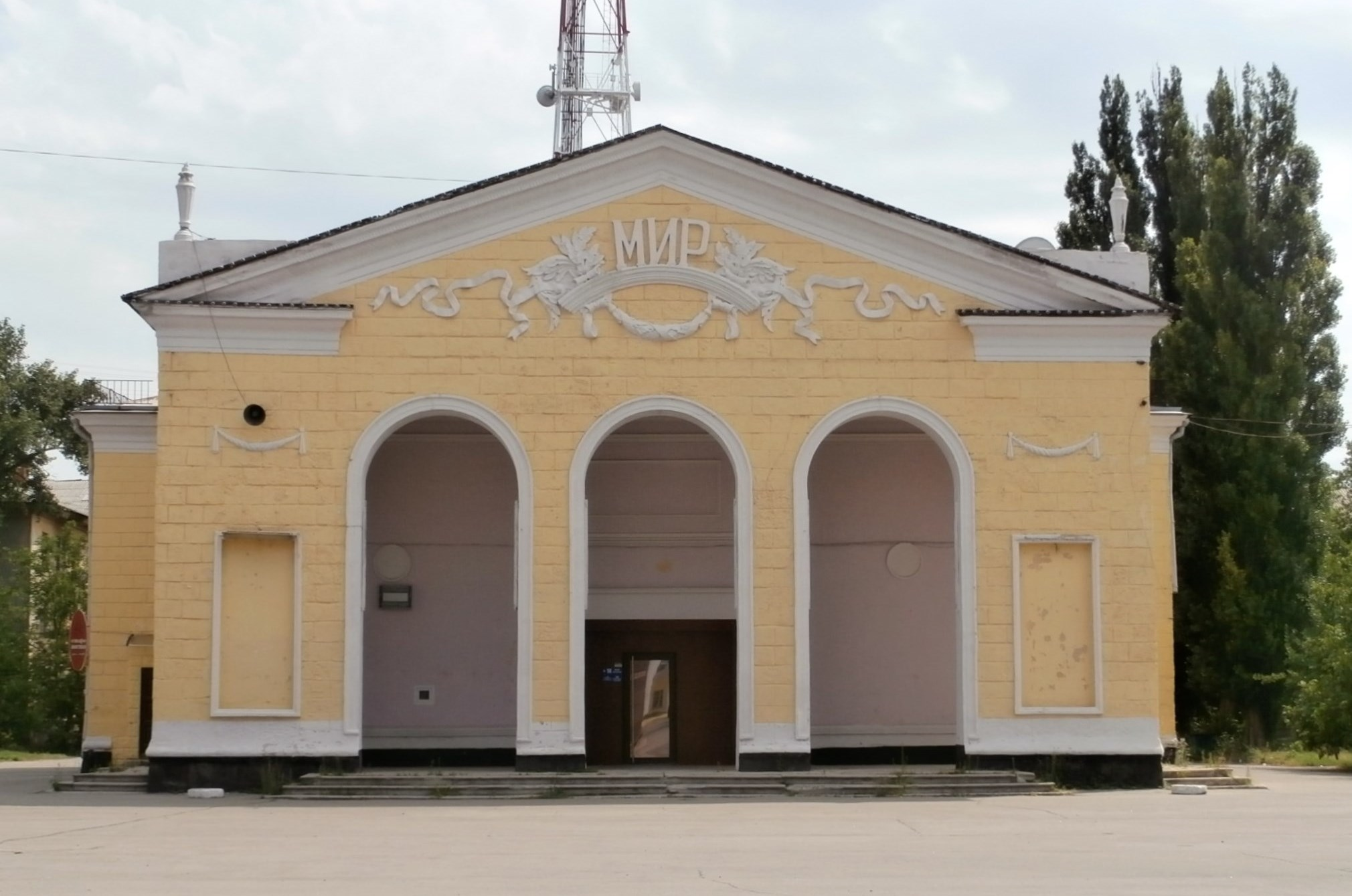
Кинотеатр «Мир»
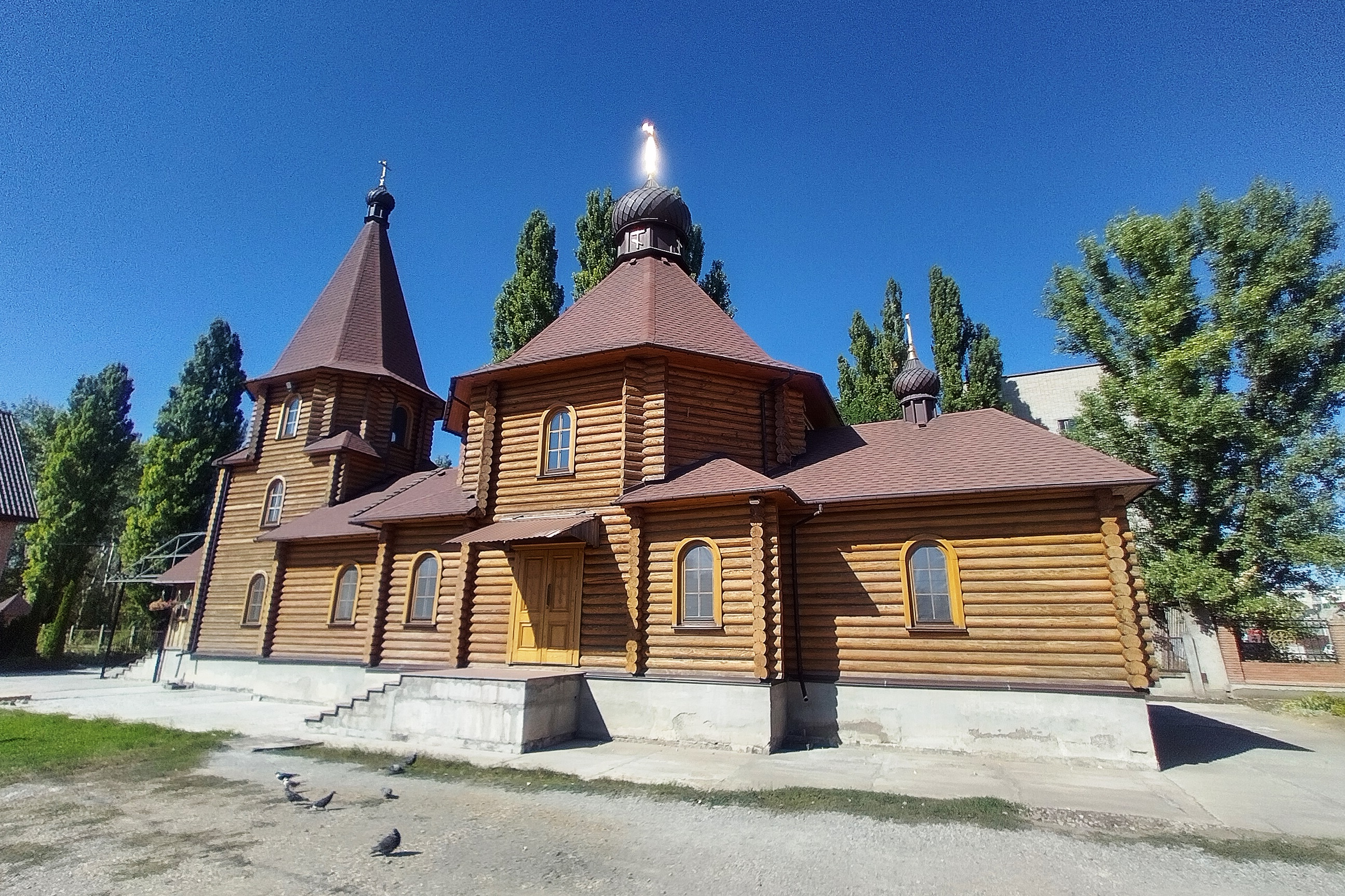
Храм Святых мучениц Веры, Надежды, Любови и матери их Софии